# Ольхава (заказник)
Ольха́ва (Вільха́ва) — лісовий заказник місцевого значення в Україні. Розташований у межах Рівненського району Рівненської області, на південний захід від села Мости. 
Площа 539 га. Статус надано 1995 року. Перебуває у віданні ДП СЛАП «Здолбунівський держспецлісгосп» (кв. 67, кв. 68, вид. 1-10, 12-29, 31-33, 36-46, 51-53; кв. 69, 70, 71, вид. 14-17; кв. 72). 
Заказник створено з метою збереження частини лісового масиву з мальовничою ділянкою мішаного лісу. Зростає чимало видів рослин, занесених до Червоної книги України. 
Заказник входить до складу Дермансько-Острозького національного природного парку.